# Аникщяйский деканат

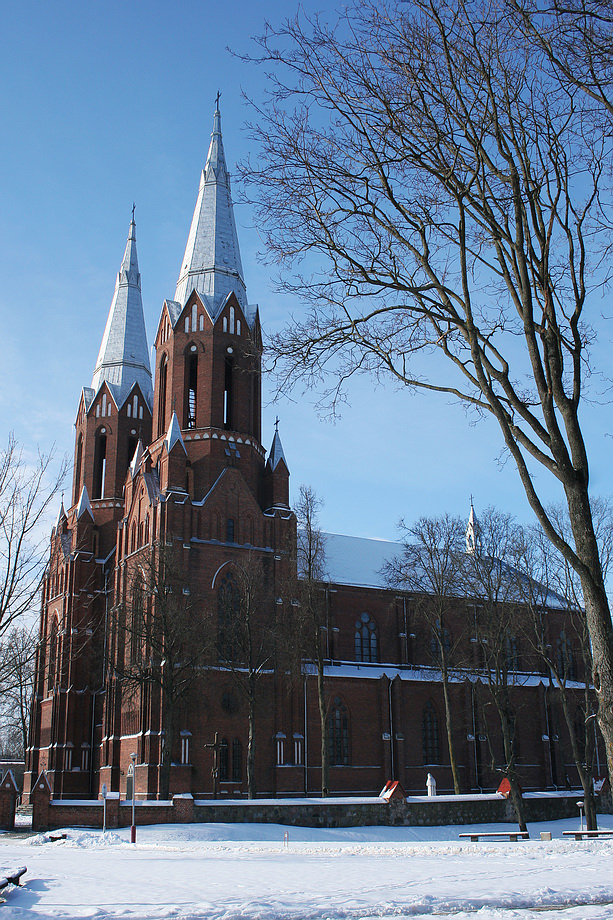
Церковь Святого Апостола Матфея в Аникщяе

Аникщя́йский декана́т (лит. Anykščių dekanatas) — один из девяти деканатов епархии Паневежиса римско-католической церковной провинции Вильнюса. Объединяет приходы в пределах большей части (кроме юго-запада) Аникщяйского района и Алантского староства Молетского района (Утенский уезд, Литва). В настоящее время в Аникщяйский деканат входит четырнадцать приходов. Головным храмом является, расположенная в Аникщяе, церковь Святого Апостола Матфея.
Должность окружного викария Аникщяйского деканата занимает священник Станисловас Крумпляускас (лит. Stanislovas Krumpliauskas).

## Приходы деканата
- Алантский приход (лит. Alantos Šv. apašt. Jokūbo parapija);
- Андрёнишкский приход (лит. Andrioniškio Šv. apašt. Petro ir Povilo parapija);
- Аникщяйский приход (лит. Anykščių Šv. apašt. evang. Mato parapija);
- Бурбишкский приход (лит. Burbiškio Švč. Jėzaus Širdies parapija);
- Вешинтский приход (лит. Viešintų Šv. arkang. Mykolo parapija);
- Дабужяйский приход (лит. Dabužių Kristaus Žengimo į dangų parapija);
- Дябяйкяйский приход (лит. Debeikių Šv. Jono Krikštytojo parapija);
- Инкунайский приход (лит. Inkūnų Švč. Aušros Vartų Dievo Motinos parapija);
- Рагувельский приход (лит. Raguvėlės Šv. diak. Stepono parapija);
- Сведасайский приход (лит. Svėdasų Šv. arkang. Mykolo parapija);
- Скемонский приход (лит. Skiemonių Švč. M. Marijos Aplankymo parapija);
- Сурдягский приход (лит. Surdegio Švč. M. Marijos Ėmimo į dangų parapija);
- Трауписский приход (лит. Traupio Šv. Onos parapija);
- Трошкунайский приход (лит. Troškūnų Švč. Trejybės parapija).